# Winterberg (Wasgau)
Der Winterberg ist ein 460,8 m ü. NHN hoher Berg im nordöstlichen Wasgau, wie der Südteil des Pfälzerwaldes auch genannt wird. 

## Lage
Die Nordflanke des Bergs, der Teil des Dahner Felsenlands ist, befindet sich auf der Gemarkung von Hauenstein (Pfalz), die Südflanke zu Erfweiler. Zwei Kilometer südöstlich entspringt die Queich, die an seiner Ostflanke vorbeifließt. Entlang seiner Westflanke verläuft der Langenbach. Somit ist der Winterberg Teil der Wasserscheide zwischen Queich und Lauter.

## Charakteristika
Beim Berg handelt es sich um einen prägnanten Rückenberg, der vollständig bewaldet ist.

## Kultur
Südöstlich des Berges befindet sich an der Erfweilerer Gemarkung an der unmittelbaren Grenze zu Hauenstein außerdem das als Kulturdenkmal ausgewiesene Winterkirchel, eine mitten im Wald gelegene Kapelle.

## Natur
An seinem Südwesthang befindet sich der Hahnenbergfelsen und an seinem Südosthang der Wetzsteinfelsen; beide Objekte sind jeweils als Naturdenkmal ausgewiesen.

## Wanderwege
Entlang seines Südhangs verläuft der Prädikatswanderweg Pfälzer Waldpfad und entlang seines Osthangs ein Wanderweg, der mit einem gelben Punkt markiert ist.

## Rezeption
In der heute polnischen Stadt Zgorzelec, die vor dem Zweiten Weltkrieg den östlichen Teil von Görlitz bildete, befand sich seinerzeit eine Straße, die nach dem Winterberg benannt wurde.